# Dadeh Khān
Dadeh Khān (persiska: دده خان) är en ort i Iran.   Den ligger i provinsen Nordkhorasan, i den nordöstra delen av landet, 600 km öster om huvudstaden Teheran. Dadeh Khān ligger 1 521 meter över havet och antalet invånare är 281.
Terrängen runt Dadeh Khān är lite bergig.Runt Dadeh Khān är det ganska glesbefolkat, med 38 invånare per kvadratkilometer. Närmaste större samhälle är Naz̧ar Moḩammad, 14,4 km sydost om Dadeh Khān. Trakten runt Dadeh Khān består i huvudsak av gräsmarker.